# Раньина, Динко
Динко Раньина (сербохорв. Динко Рањина/Dinko Ranjina, итал. Domenico Ragnina; 1536 — 1607) — дубровницкий поэт и редактор.
Уроженец и гражданин Дубровницкой республики, аристократ, в 1556 г. вошедший в управлявший республикой Совет. В дальнейшем жил в Мессине и Флоренции, пытаясь наладить торговые связи. В 1563 г. опубликовал сборник сонетов «Избранные стихи различных превосходных авторов» (итал. Rime scelte da diversi eccelenti autori), в том же году вышел сборник «Разные стихотворения» (сербохорв. Пјесни разлике/Pjesni razlike), включавшие как собственные стихи Раньины, так и сочинения других поэтов (в частности, Марое Мажибрадича). Герцог Тосканский Козимо удостоил Раньину ордена Святого Стефана.